# Gat feral

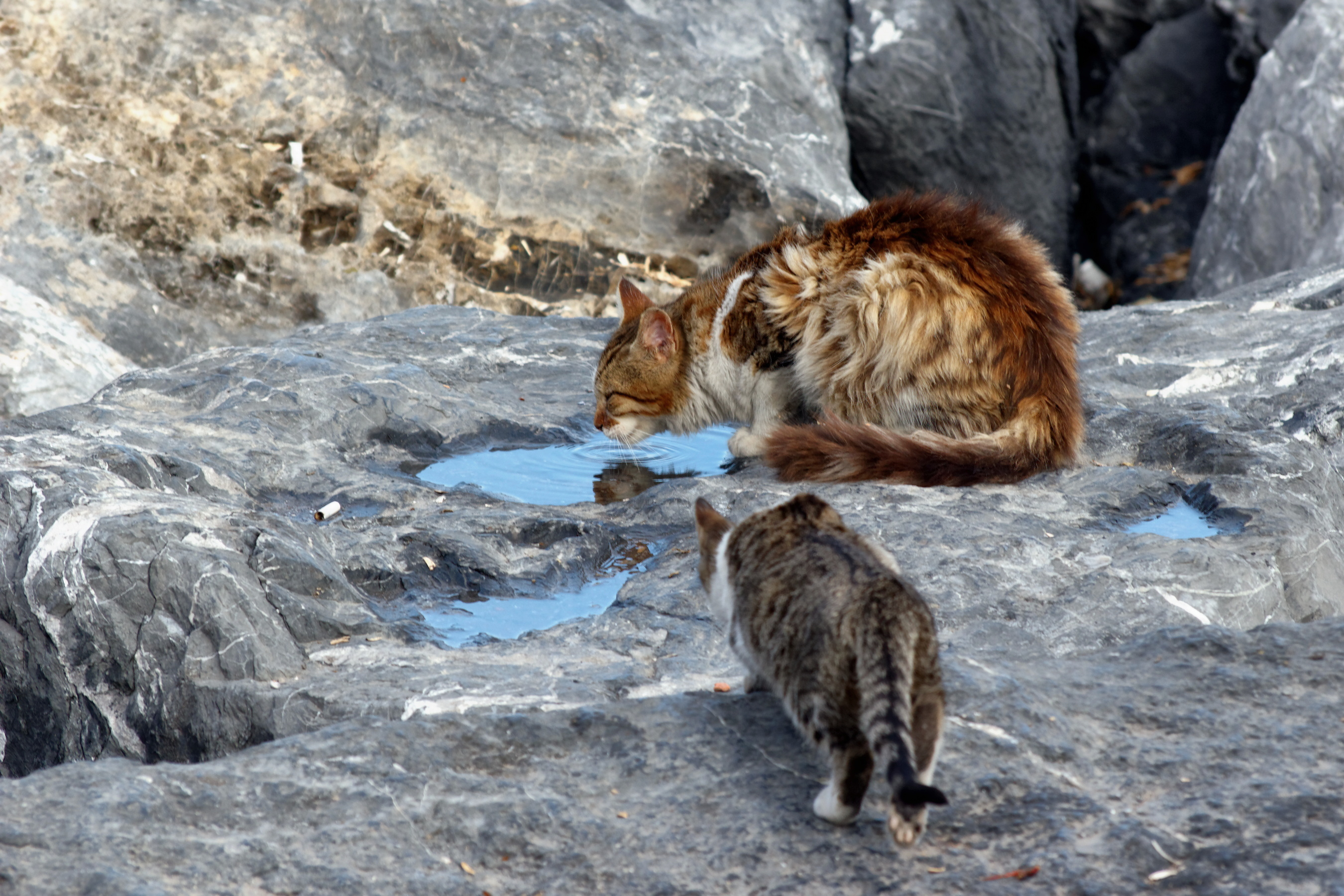
Gats ferals bevent aigua a Istanbul

Un gat feral és un gat que ha tornat de manera parcial o completa a un estil de vida salvatge. Inclou tant els gats domèstics que han fugit de casa o han estat abandonats com els seus descendents. La diferència entre els gats domèstics i els ferals no són de tipus genètic, sinó simplement de comportament i estil de vida.
Com que tenen poca interacció amb els éssers humans, en la majoria de casos no es poden adoptar. El seu espai de vida és l'aire lliure i sovint ocupen espais abandonats (com ara solars buits o ruïnes) a les ciutats. En són exemples els gats ferals d'Istanbul i els gats ferals de Roma. El 2017 es calculava que a Barcelona n'hi havia més de 10.000 repartits entre unes 600 colònies.